# Funció zeta de Witten
En matemàtiques, la funció zeta de Witten, introduïda per Witten (1991), és una funció associada a un sistema d'arrels que codifica els graus de les representacions irreductibles del corresponent grup de Lie.
És un cas especial de la funció zeta de Shintani.

## Definició
La definició original de Witten de la funció zeta d'un grup semisimple de Lie era
{\displaystyle \sum _{R}{\frac {1}{\dim(R)^{s}}}}
on la suma és sobre classes d'equivalència de representacions irreductibles de R.
Si Δ de rang r és un sistema d'arrels amb n arrels positives en Δ+ i amb arrels simples λi, la funció zeta de Witten de diverses variables està donada per
{\displaystyle \zeta _{W}(s_{1},\dots ,s_{n})=\sum _{m_{1},\dots ,m_{r}>0}\prod _{\alpha \in \Delta ^{+}}{\frac {1}{(\alpha ^{\lor },m_{1}\lambda _{1}+\cdots +m_{r}\lambda _{r})^{s_{\alpha }}}},}
La funció zeta original estudiada per Witten diferia lleugerament d'aquesta, en què tots els nombres sα són iguals, i la funció és multiplicada per una constant.

## Exemples
- {\displaystyle \zeta _{SU(2)}(s)=\zeta (s)}, la funció zeta de Riemann.
- {\displaystyle \zeta _{SU(3)}(s)=\sum _{x=1}^{\infty }\sum _{y=1}^{\infty }{\frac {1}{(xy(x+y)/2)^{s}}}.}